# Wapen van Venray

Wapen van Venray

Het wapen van de Nederlandse gemeente Venray in Limburg is op 3 maart 1851 door de Hoge Raad van Adel toegekend.

## Geschiedenis
De gemeente Venray vroeg in 1850 een wapen aan, gebaseerd op het zegel van de schepenbank. De afdruk was slecht leesbaar, waarna de Hoge Raad van Adel de gemeente om opheldering verzocht over de afbeelding rechts in het schildje. Hierop antwoordde de gemeente dat het een afgerukte slangenkop met een rode tong betrof. Dit is ook verleend, maar merkwaardigerwijs zijn de twee helften in het schild verwisseld. Dat wat op een slangenkop lijkt, is het resultaat van een zwaar vervuild stempel. Het is onduidelijk wat het wel behoort te zijn, maar het is vermoedelijk de leeuw van Gelre. De sleutels zijn de attributen van Sint Pieter, de kerkpatroon. De wassenaar is het symbool van Onze-Lieve-Vrouw en verwijst naar het kapittel van O.L. Vrouw Munster te Roermond. De bijenkorf en de bijen verwijzen naar de voor de regio van oudsher belangrijke bijenteelt. De bijen staan niet op het oorspronkelijke zegel en zijn aanvankelijk als opvulling in het wapen geplaatst. Het aantal van tien staat nu symbool voor de tien dorpen in de gemeente.
In 1991 wilde de gemeente het wapen laten corrigeren en uitbreiden met een kroon, maar zag ervan af wegens de daaraan verbonden kosten.

## Blazoen
De beschrijving van het wapen luidt:
Van zilver, 2 sleutels geplaatst en sautoir, beladen met een schild parti, regts van zilver met een slangenkop, arraché van sabel, gekroond van goud en getongd van keel, links van sabel met een croissant van zilver, coupé van lazuur met een bijenkorf en vliegende bijen van goud, op een grond van sinopel.
N.B.:
- In de heraldiek zijn links en rechts gezien vanuit de persoon achter het wapen. Voor de toeschouwer zijn deze verwisseld.
- De heraldische kleuren in het wapen zijn zilver (wit), sabel (zwart), lazuur (blauw), keel (rood), goud (geel) en sinopel (groen).